# West Point (Kalifornia)
West Point – jednostka osadnicza w Stanach Zjednoczonych, w stanie Kalifornia, w hrabstwie Calaveras.